# オオキバナカタバミ
オオキバナカタバミ（大黄花片喰・大黄花酢漿草、学名：Oxalis pes-caprae）は、カタバミ科カタバミ属の多年草。南アフリカ原産で、現在では世界各地の温帯に帰化植物として定着している。葉に紫褐色の斑点が多数見られることで他のカタバミと識別が可能。春先に鮮やかな黄色の花を多数咲かせる。別名キイロハナカタバミ。

## 特徴

### 形態
地上茎はなく、地中に鱗茎を伸ばしその周囲に根がつく。株元に長径5～8mmほどの長卵形の子鱗茎を多数つけ、この子鱗茎で栄養繁殖を行って増える。葉はすべて根出し、葉柄は長さ15～20cm、その先端に幅1.5～2cmの倒心臓形の3小葉が円形につくカタバミ属特有の三出複葉を生じる（参考：片喰紋）。葉の表面に紫褐色の小斑点を不規則に生じ、この特徴によって花のない時期でも他のカタバミの仲間とは容易に識別できる。春先に葉柄よりも長い20～30cmの花茎を複数伸ばし、その先端に散形に10個ほどの花をつける。花径は3～4cm、花弁は5枚で、鮮やかな黄色を呈する。花期は3～5月頃。

### 分布
南アフリカ共和国のケープ地方原産。観賞用として人為的に導入されたものが世界各地で逸出し、分布を拡大している。現在ではヨーロッパ全土、西アジア・北アフリカの地中海沿岸、インド、アメリカ合衆国、チリ、オーストラリアなど。いずれも温帯を中心に分布する。日本では1890年代に観賞用に輸入されたものが野外に逸出し、1961年に鹿児島県で帰化状態にあることが確認された。現在では、本州の関東地方・中央高地以南から九州まで広くみられる。

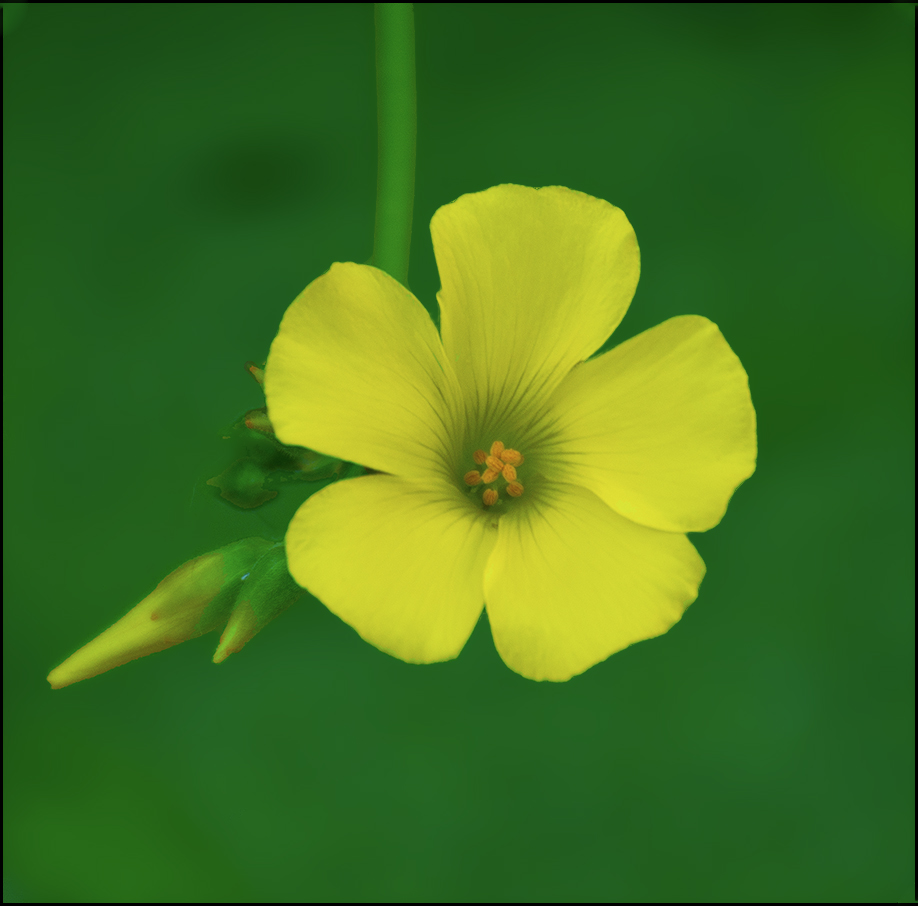
花の拡大写真
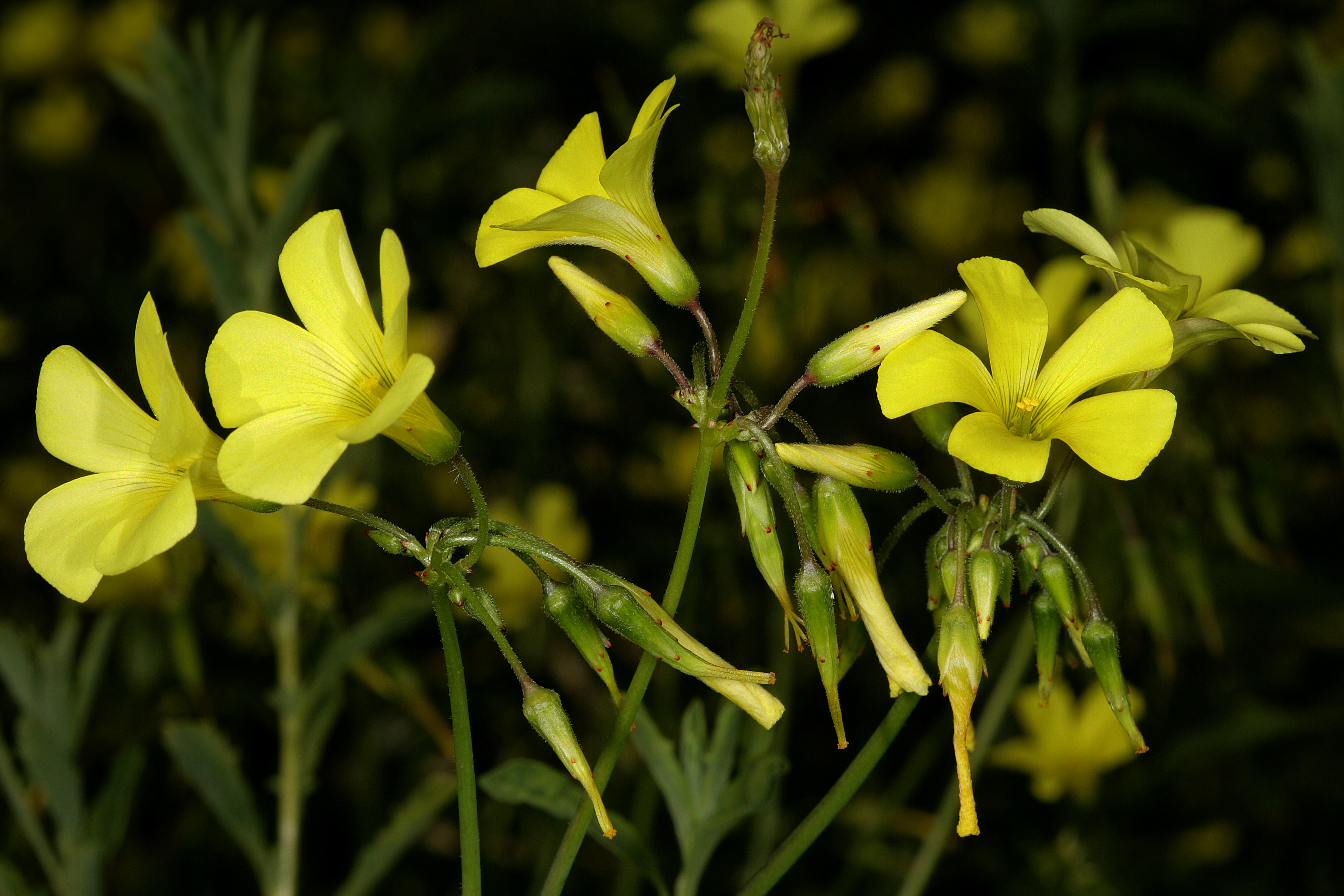
長い花茎の先に複数の花をつける
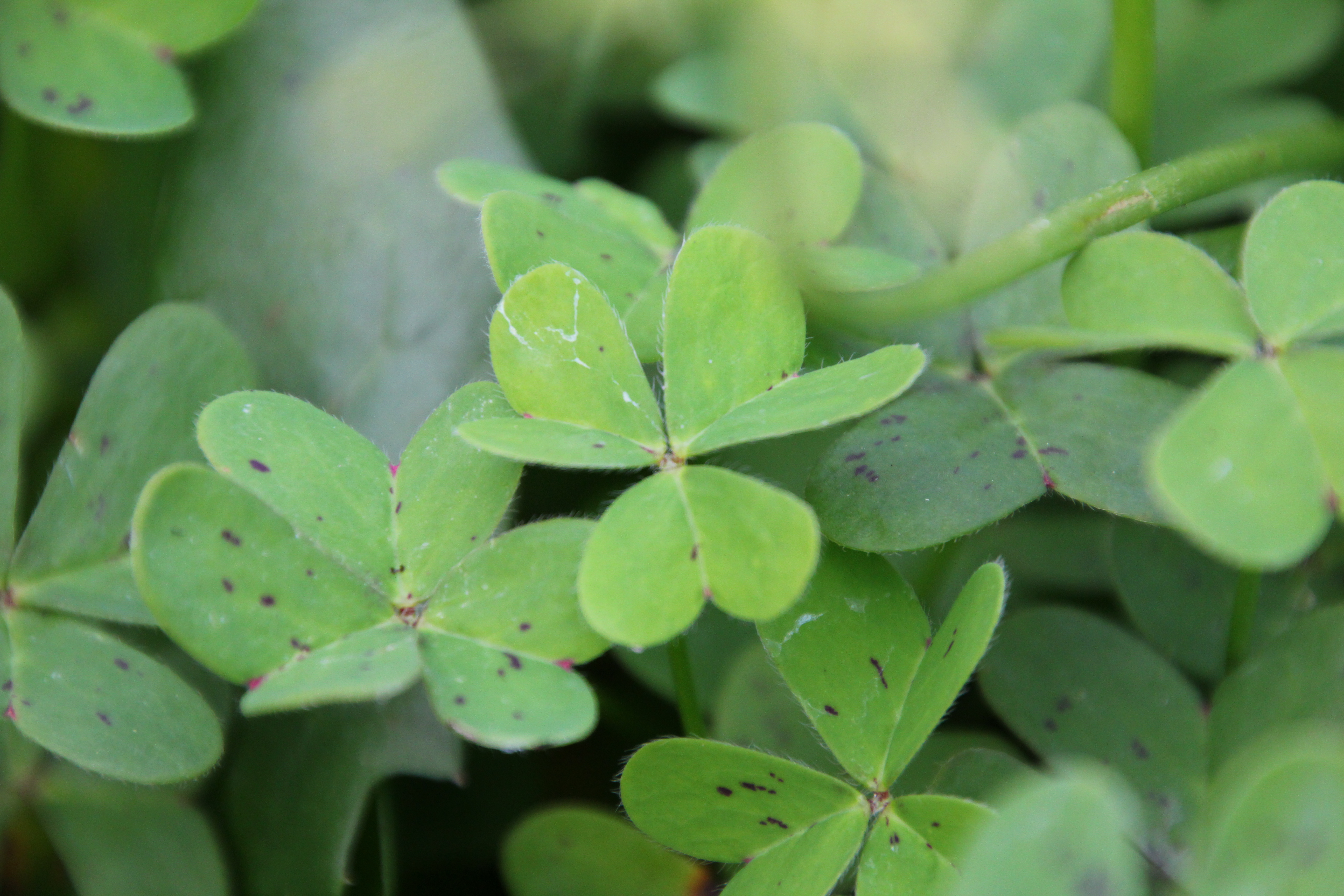
葉に紫褐色の斑点が入ることが識別上の大きな特徴
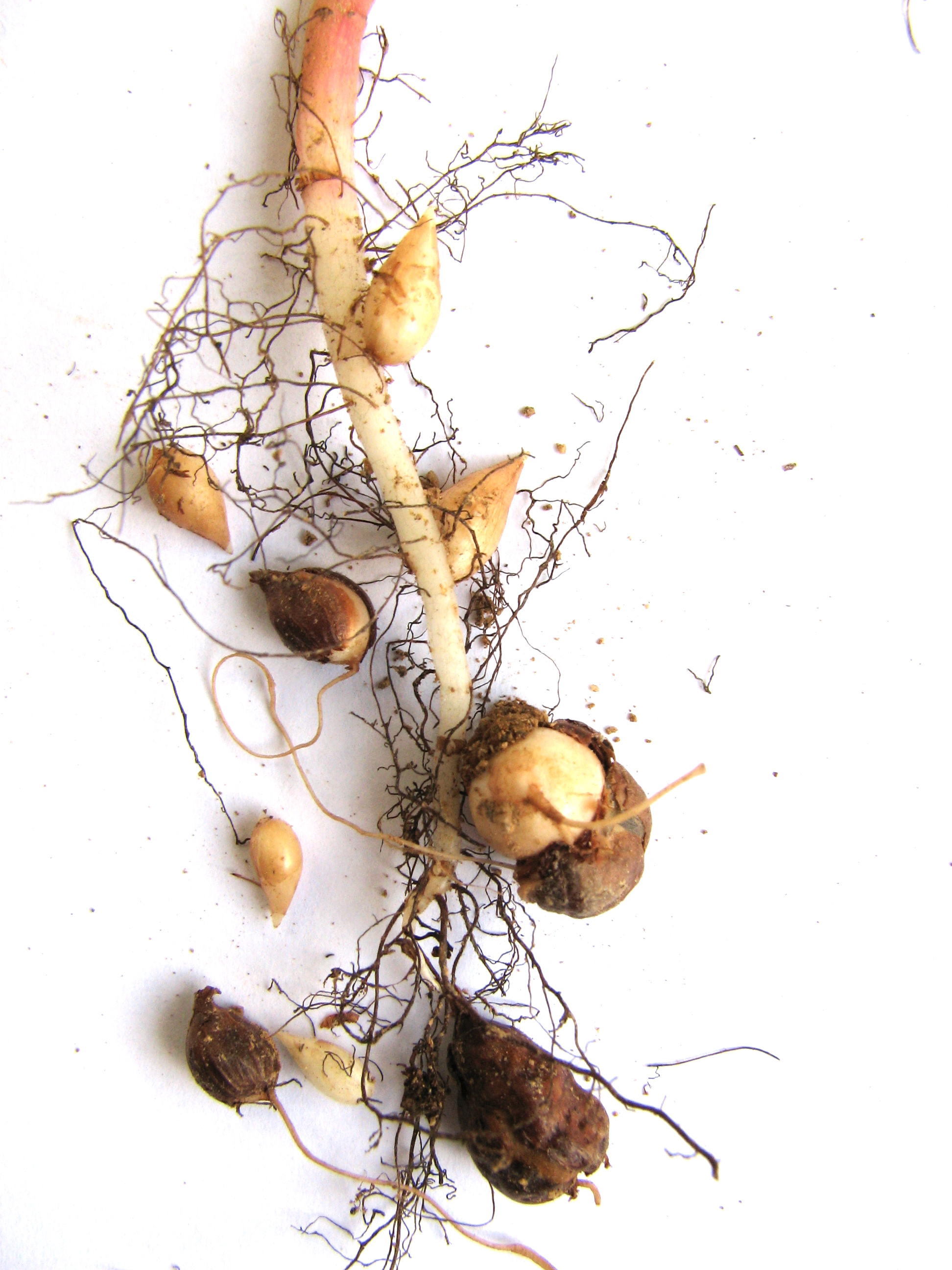
鱗茎により繁殖する

## 人間との関わり
観賞用として移入されたものが世界中で逸出し、帰化植物となって分布を拡大している。人間による土壌の移動で鱗茎が運ばれ、栄養繁殖によって旺盛に増える。春の在来種植物とニッチを競合して影響を与えるほか、家畜にとっては有毒であり、乳牛が誤食した場合、牛乳の乳脂肪量を低下させる。抜き取りや刈り取りによる駆除でも鱗茎が地下に残るため、一度定着すると蔓延りやすく、春先に群生する鮮やかな黄色の花が美しいために、駆除されずに放置されている場合も多い。